# Colophon westwoodi
Colophon westwoodi es una especie de coleóptero de la familia Lucanidae.

## Distribución geográfica
Habita en Sudáfrica.